# غيرلاتش-إمباير
غيرلاتش-إمبير (بالإنجليزية: Gerlach-Empire)‏ هو مكان مخصص للتعداد سابق (CDP) في مقاطعة واشو في ولاية نيفادا الأمريكية. تم استبدالها من قبل منطقتين إحصائيتين منفصلتين هما جيرلاش وإمباير لتعداد عام 2010. وبلغ عدد السكان التجمع 499 نسمة في تعداد عام 2000. كانت إمباير مدينة تضم عمال شركة جيبسوم الأمريكية، وكانت موطنا لأكثر من 750 نسمة. وهي جزء من منطقة رينو-سباركس الحضرية الإحصائية. ويعيش معظم السكان في مستوطنتي جيرلاش الصغيرة، وهي قرية مجاورة تضم أقل من 200 شخص يتقاسمون مدارسها مع سكان إمباير؛ ويعيش الباقون على المزارع الريفية النائية. أقرب مدينة هي نيكسون، وتبعد 60 ميلا إلى الجنوب على محمية تملكها قبيلة بايوتي.

## التركيبة السكانية
حدّد مكتب تعداد الولايات المتحدة بيانات التركيبة السكانية لغيرلاتش-إمباير في تعداد الولايات المتحدة. في ما يلي، التركيبة السكانية حسب تعدادي 2000 و2010.

### تعداد عام 2000
بلغ عدد سكان غيرلاتش-إمباير 499 نسمة بحسب تعداد عام 2000، وبلغ عدد الأسر 234 أسرة وعدد العائلات 147 عائلة مقيمة في المنطقة السكنية. في حين سجلت الكثافة السكانية 2 نسمة لكل كيلومتر مربع (5.2/ميل2). وبلغ عدد الوحدات السكنية 297 وحدة بمتوسط كثافة قدره 1.2 لكل كيلومتر مربع (3.1/ميل2).
وتوزع التركيب العرقي للمنطقة السكنية بنسبة 91.18% من البيض و2.81% من الأمريكيين الأصليين و0.20% من الأمريكيين ذوي الأصول الآسيوية و4.61% من الأعراق الأخرى و1.20% من عرقين مختلطين أو أكثر و11.02% من الهسبانيون أو اللاتينيون من أي عرق.
بلغ عدد الأسر 234 أسرة كانت نسبة 29.5% منها لديها أطفال تحت سن الثامنة عشر تعيش معهم، وبلغت نسبة الأزواج القاطنين مع بعضهم البعض 48.3% من أصل المجموع الكلي للأسر، ونسبة 9.8% من الأسر كان لديها معيلات من الإناث دون وجود شريك، بينما كانت نسبة 4.7% من الأسر لديها معيلون من الذكور دون وجود شريكة وكانت نسبة 37.2% من غير العائلات. تألفت نسبة 34.2% من أصل جميع الأسر من عدة أفراد يعيشون في نفس المنزل ونسبة 6.8% كانت تتألف من شخص يعيش بمفرده يبلغ من العمر 65 عاماً أو أكثر. وبلغ متوسط حجم الأسرة المعيشية 2.13، أما متوسط حجم العائلات فبلغ 2.71.
بلغ العمر الوسطي للسكان 38.5 عاماً. وكانت نسبة 22.6% من القاطنين تحت سن الثامنة عشر، وكانت نسبة 7% بين الثامنة عشر والرابعة والعشرين عاماً، ونسبة 31.5% كانت واقعةً في الفئة العمرية ما بين الخامسة والعشرين والرابعة والأربعين عاماً، ونسبة 29.5% كانت ما بين الخامسة والأربعين والرابعة والستين، ونسبة 9.4% كانت ضمن فئة الخامسة والستين عاماً فما فوق. يوجد لكل 100 أنثى 116.0 ذكر، ويوجد لكل 100 أنثى في الثامنة عشر من عمرها فما فوق 120.6 ذكر.
بلغ متوسط دخل الأسرة في المنطقة السكنية 35,089 دولارًا، أما متوسط دخل العائلة فبلغ 43,125 دولارًا. وكان متوسط دخل الذكور 36,000 دولارًا مقابل 23,056 دولارًا للإناث. وسجل دخل الفرد الخاص بالمنطقة السكنية 14,793 دولارًا. وكانت نسبة 10.3% من العائلات ونسبة 14.6% من السكان تحت خط الفقر، وكان من هؤلاء نسبة 15.8% تحت سن الثامنة عشر ونسبة 12.7% في الخامسة والستين من العمر وما فوق.